# Kärrstamfly
Kärrstamfly, Hydraecia ultima, är en fjärilsart som beskrevs av P. L. Holst 1965. Kärrstamfly ingår i släktet Hydraecia och familjen nattflyn, Noctuidae. Arten är reproducerande i Sverige. Inga underarter finns listade i Catalogue of Life.

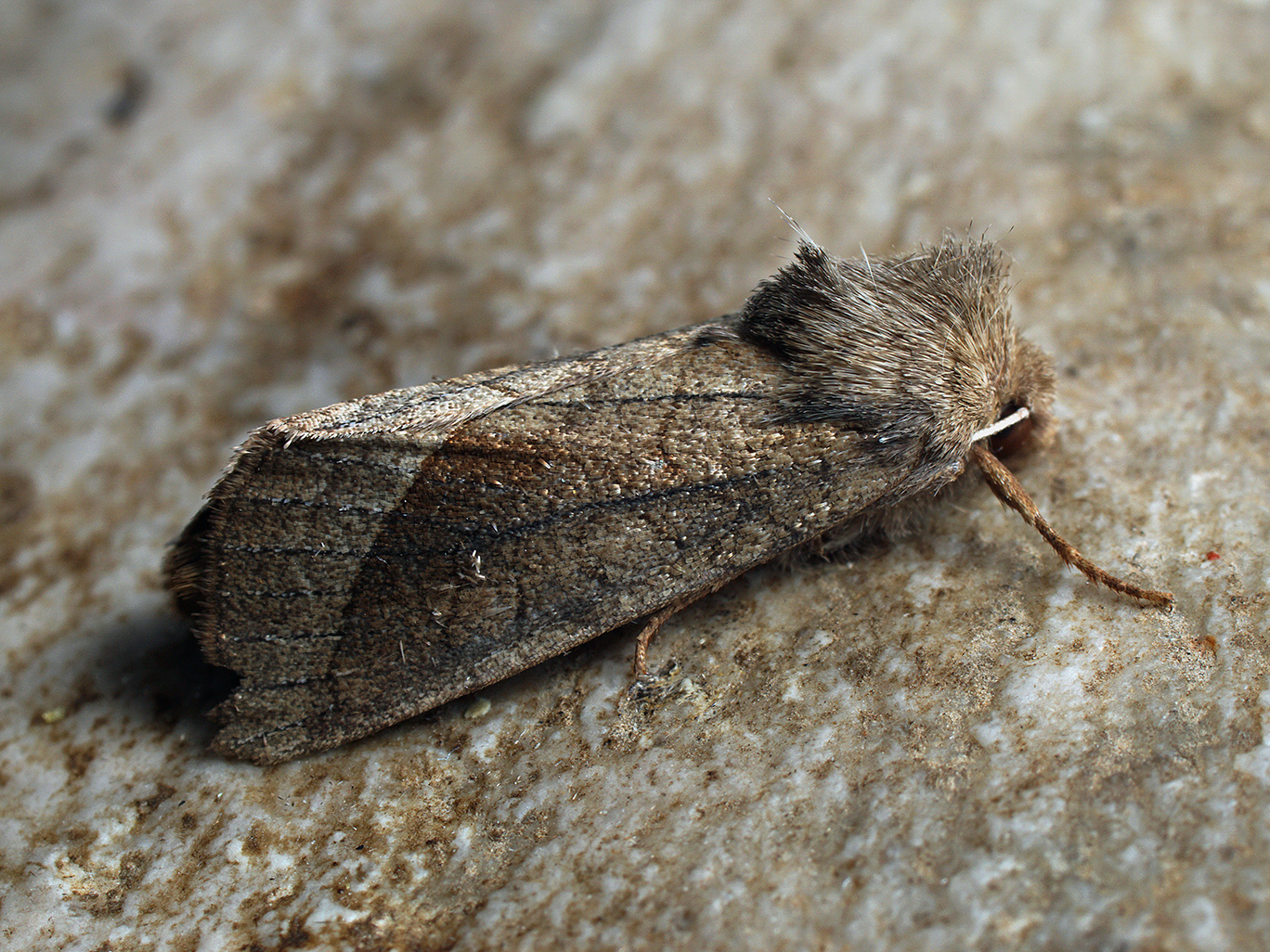
Imago fjäril
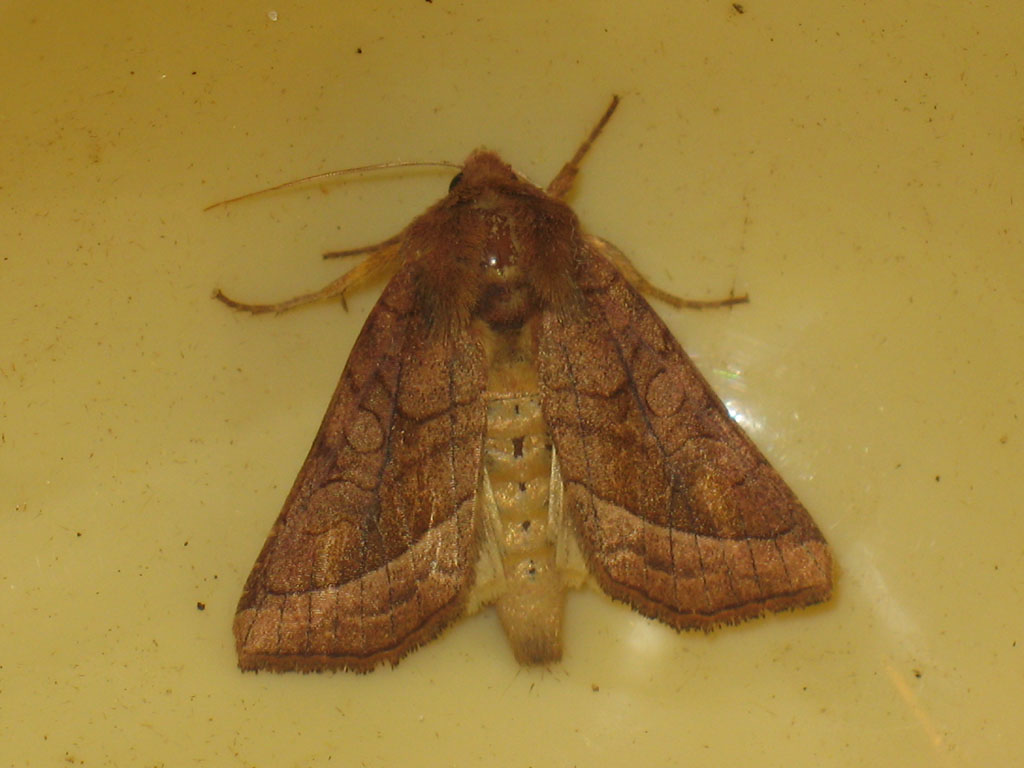
Imago fjäril
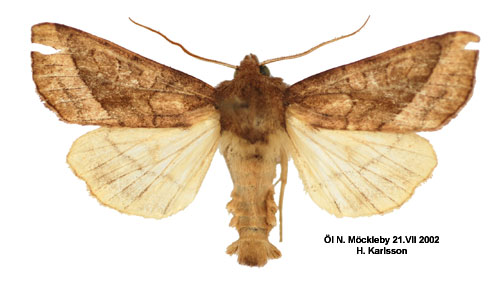
Preparerad (uppnålad) imago fjäril